# Dick Annegarn
Dick Annegarn, né le 9 mai 1952 à La Haye, est un auteur-compositeur-interprète néerlandais, auteur de chansons principalement en français.

## Biographie
Dick Annegarn est né aux Pays-Bas, mais sa jeunesse s'est déroulée pour l'essentiel à Bruxelles : il y a vécu environ douze ans, de 1958 à 1970, et y a fréquenté l'école européenne  (il sera fait « citoyen d'honneur » de la ville en 2005). Puis, il s'inscrit en faculté d'agronomie à l'université de Louvain.
Après avoir appris la guitare en autodidacte sur celle de son frère, en écoutant des disques folks et blues américains, il s'installe en 1972 à Paris, où il enregistre en décembre 1973 son premier disque, lequel rencontre un succès public immédiat avec des chansons comme Ubu, Bruxelles, Sacré géranium, etc. Après un premier Olympia en 1974, deux autres disques suivent, avec un autre grand succès, Mireille (en hommage à la chanteuse Mireille qui l'avait accueilli dans son Petit conservatoire de la chanson), et de nombreuses tournées, mais le chanteur se lasse vite de ce rôle et choisit assez rapidement la voie underground, vivant sur une péniche, participant à la vie associative de la banlieue parisienne, continuant à enregistrer, par exemple l'album en public Ferraillages en 1979 — dont il partage l'affiche avec le bluesman de légende Robert Pete Williams — ou Frères ? en 1985, un des quatre opus de sa collaboration avec le saxophoniste Jean Avocat, et sur lequel joue aussi l'accordéoniste Richard Galliano.
Ce n'est qu'en novembre 1997, avec l'album Approche-toi, qu'il reparaît sur le devant de la scène. Il a intégré la maison de disques Tôt ou tard, qui publiera ses albums jusqu'en 2014 avec la sortie de Vélo Va. Ces années passées en collaboration avec le label Tôt ou tard voient la publication des disques Adieu verdure, Un' ombre et le live Au Cirque d'Hiver.
En 2006, le disque Le Grand Dîner, sous-titré Tribute à Dick Annegarn, réunit des artistes comme Alain Souchon, Alain Bashung, Arno, Calogero, Louis Chedid, -M-, Mathieu Boogaerts, Bertrand Belin ou encore Bénabar, chacun reprenant des chansons de Dick en hommage à sa carrière de plus de 30 ans.
En décembre 2008 sort Soleil du soir, un nouvel album aux accents blues enregistré à New York. Il y rend hommage à Jacques Brel avec le titre Jacques. En 2011, il reprend des classiques du répertoire folk-blues américain sur le disque Folk Talk. Sur ces deux disques, il est accompagné par le guitariste Freddy Koella.
Le 24 juin 2014, après la sortie de l'album « Vélo Va », chaleureusement acclamé par la critique,, il fête ses quarante ans de chansons à l'Olympia, en y donnant un récital mémorable au cours duquel il est rejoint sur scène par Yael Naim, Emily Loizeau et Raphael. À la suite de quoi, il repart en tournée à travers la France et la Belgique.
En 2016, paraît son album Twist, sur le label Musique Sauvage.
En 2017, il est nommé membre du jury du grand prix national de la poésie du ministère de la Culture.
Sur le même label, paraît en 2018 12 villes 12 chansons dans lequel il réenregistre douze chansons de son répertoire accompagné par un grand orchestre. À la même occasion, paraît, chez Warner, une compilation en trois CD de titres de la quasi-totalité de sa discographie, de ses débuts, en 1974, jusqu'à son départ de Tôt ou tard, en 2014. (Manquent seulement les disques Ferraillages, Citoyen et 140 BXL, soit la période 1980-1984. Ces trois-là demeurent entièrement inédits en CD).
En 2020, il enregistre un nouvel album intitulé SöL dans son studio chez lui en Haute-Garonne.
Le 27 octobre 2022, il est président du jury du 12e Prix Georges Moustaki.

## Vie privée
Aujourd'hui, Annegarn ne vit plus sur sa péniche, ni à Noisy-le-Grand, ni à Lille, où il résida un temps, mais dans un village du sud-ouest de la France, Laffite-Toupière, où il organise chaque année le Festival du Verbe,. Il anime également d'autres manifestations, notamment à Toulouse, faisant se côtoyer artistes amateurs et professionnels autour du slam, de la joute verbale (inspirée des tensons occitanes) ou encore de la chanson a cappella.
Depuis 2015, il a notamment entrepris, au sein de cette association, une vaste entreprise de collectage de chansons populaires traditionnelles, sous une forme quelque peu originale : des séances de collectages sont régulièrement organisées en différents points de la francophonie, chaque prestation est préparée par le chanteur, l'enregistrement est filmé et diffusé sur YouTube (la Chaîne du Verbe).
Dans une interview donnée en 1997, Dick Annegarn se déclare homosexuel, qualificatif auquel il dit préférer le terme « pédé ».

## Distinctions et reconnaissance
Le 20 décembre 2005, Dick Annegarn est nommé Citoyen d'Honneur de la Ville de Bruxelles (Belgique).
En 2009, il reçoit le grade de docteur honoris causa de l'Université de Liège le même jour que Robert Wyatt, Arvo Pärt, Archie Shepp et quelques autres.
En avril 2012, il est nommé chevalier de l'Ordre des Arts et des Lettres par Frédéric Mitterrand, alors ministre de la Culture et de la Communication.

## Cinéma
En 1996, Dick Annegarn signe la musique du film de Thomas Bardinet Le Cri de Tarzan (cette bande originale n'a jamais été publiée).
La chanson Coutances est utilisée par Michel Gondry dans son film La Science des rêves (2006).
En 2010, il apparaît dans Mammuth, film de Benoît Delépine et Gustave Kervern, aux côtés de Gérard Depardieu, Yolande Moreau et Isabelle Adjani.

## Discographie

### 45 tours / CD promo
- 1975 Va / Orpheline parisienne
- 1998 Lille / Où es-tu m'hand / Hesitation blues / T'as pas de clan (instr.) (CD promo Libération)
- 1999 Voleur de chevaux / C'est la misère (CD Tôt ou tard, bonus à Adieu verdure)
- 2013 Dans l'trou / Prune / Marley (Téléchargement mp3, Tôt ou tard)

### Compilations
Rééditions

### Contributions
- 1974 : La Bouilloire et Je n'ai pas dit au revoir sur le double album du concert collectif Pour les enfants du Vietnam (autoprod. MF)
- 1978 : trois titres avec Daniel Schell sur son album Egmont and the FF Boom
- 1998 : Jef sur l'album collectif Aux suivant(s) (hommage à Jacques Brel)
- 1996 : sur l'album collectif Route Manset, rendant hommage à l'œuvre de Gérard Manset, Il reprend le titre Y'a Une Route.
- 2005 : 1 titre en duo (Aspres) et 1 en trio (Dythyrambos) sur le double album collectif Les artistes Tôt ou Tard en duo (+ DVD Au clair de la lune)

### Divers
- 2006 : La chanson Coutances fait partie de la bande-originale du film La Science des rêves de Michel Gondry.
- 2008 : La chanson Le nombril, interprétée avec Vincent Delerm et Mathieu Boogaerts, est proposée en téléchargement et avec certaines offres promotionnelles des trois albums : Soleil du soir, I love you de Mathieu Boogaerts et Quinze Chansons de Vincent Delerm (voir le site de Tôt ou tard).
- 2009 : Écriture des chansons Tu es fait pour voler et Tu n'as qu'à m'attraper pour l'album L'Embellie de Calogero.

### Reprises de ses chansons
- 1999 : Nilda Fernandez interprète Sacré géranium dans son album Mes hommages, vol. 1.
- 2006 : album collectif Le Grand Dîner, hommage à Dick Annegarn sur lequel une pléiade d'artistes ré-interprètent ses chansons : Alain Souchon, Bashung[21], Mathieu Boogaerts, Thomas Fersen, Calogero, Matthieu Chedid, Bénabar, Bertrand Belin, Jeanne Cherhal et JP Nataf (Red Legs), Louis Chedid, Agnès Jaoui, Arthur H, De Kift, Sanseverino, Christophe et Arno. Dick Annegarn participe à deux duos, avec Alain Souchon et Agnès Jaoui.
- 2010 : Anthony Alborghetti reprend, en tournée, nombre de chansons d'Annegarn au cours d’un spectacle nommé Anthony Alborghetti interprète Dick Annegarn, notamment au Funambule Montmartre (Paris)[22] et au Verbe Fou (Avignon)[23] : Sacré géranium, Tourne en rond, Lancelot, Mireille, La Transformation, Le Grand Diner, Volet fermé, Quelle belle Vallée, Golda, Albert, Fille, Hé Hé Hé, Ubu, L’Institutrice, Bébé Éléphant, L’Univers, Bruxelles et Va[24].
- 2013 : Sophie-Tith interprète Bruxelles dans son album Premières rencontres.
- 2014 : Salut c'est cool interprète La Transformation sur l'album Reprises.
- 2018 : Angèle interprète Bruxelles sur son premier album Brol. Cette reprise est d'ailleurs le morceau qui l'a révélée au public.
- 2018 : Nolwenn Leroy reprend Sacré géranium sur son album Folk.

Dick Annegarn a en outre écrit pour Calogero, Raphael et Nosfell.